# 木戸孝正
木戸 孝正（きど たかまさ、安政4年7月26日〈1857年9月14日〉- 大正6年〈1917年〉8月10日）は、日本の宮内官、政治家、華族（侯爵）。貴族院侯爵議員。旧姓は来原、幼名は彦太郎。

## 経歴
長州藩士・来原良蔵、治子（木戸孝允の妹）夫妻の長男として生まれる。木戸孝允の養嗣子であった弟木戸正二郎の死去に伴い、木戸家を継承し1884年（明治17年）11月18日、侯爵を襲爵（）。1890年（明治23年）2月、貴族院令施行により貴族院侯爵議員に任じられ死去するまで在任した。
1871年（明治4年）アメリカ合衆国に留学。帰国後、開成学校、東京大学理学部、大阪専門学校を修了。1882年（明治15年）以降、山口師範学校教諭兼同山口中学校教諭、駅逓局属、農商務省御用掛、主猟官などを経て、1902年（明治35年）に東宮侍従長兼式部官、1908年（明治41年）に宮中顧問官式部官兼閑院官別当となる。1911年（明治44年）には維新資料編纂委員を務めた。墓所は多磨霊園。

## 栄典
位階
- 1917年（大正6年）8月10日 - 正二位[5]

勲章等
- 1887年（明治20年）7月21日 - 銀製黄綬褒章[6]
- 1905年（明治38年）9月26日 - 勲四等旭日小綬章[7]
- 1914年（大正3年）6月18日 - 旭日中綬章[8]
- 1915年（大正4年）8月28日 - 勲二等瑞宝章[9]

外国勲章佩用允許
- 1891年（明治24年）5月7日 - タイ王国：第三等タイ王冠勲章[10]

## 親族
- 妻：木戸好子（木戸孝允長女）
- 後妻：木戸寿栄子（山尾庸三長女）[2]
- 長男：木戸幸一（侯爵、内大臣）[2]
- 次男：和田小六（工学者）[2]
- 長女：時乗治子（陸軍中将・時乗寿の妻）[2]
- 次女：兒玉八重子（陸軍大佐・兒玉常雄の妻）[2]